# Robert Brudenell (2e comte de Cardigan)
Robert Brudenell, 2e comte de Cardigan, 2e baron Brudenell (5 mars 1607 - 16 juillet 1703) est un noble anglais.

## Biographie
Il est né le 5 mars 1607, le fils de Thomas Brudenell (1er comte de Cardigan) (c. 1593-1663) et de sa femme Mary Tresham, une fille de Thomas Tresham. Entre 1661 et 1663, il est nommé par le titre de courtoisie Lord Brudenell, le titre subsidiaire de son père.
Il succède à son père comme comte en 1663. Comme la plupart de sa famille, Brudenells et Treshams, il est un catholique romain. La dévotion de son père à cette foi est si ouverte qu'il est régulièrement poursuivi pour récusation. En 1613, les juges de paix locaux remarquent que seule leur considération personnelle pour la famille Brudenell a sauvé quatorze d'entre eux, dont les parents de Robert, de la prison. La famille de sa mère est profondément impliquée dans la Conspiration des Poudres.
Robert lui-même et son fils aîné Francis, en tant que deux des membres les plus influents de la noblesse catholique, deviennent inévitablement la cible d'informateurs, en particulier William Bedloe, pendant le complot papiste : Robert se retire en France pendant un certain temps, tandis que son fils passe un an en prison.

## Mariages et enfants
Il se marie deux fois :
- Tout d'abord à Mary Constable, fille d'Henry Constable, 1er vicomte de Dunbar, dont il a une fille, de nom inconnu[4].
- Il se remarie à Anna Savage (d. juin 1696), une fille de Thomas Savage (1er vicomte Savage) de Rocksavage et d'Elizabeth Savage, comtesse Rivers, dont il a[4]:
  - Francis Brudenell, Lord Brudenell (d. 1698), fils aîné et héritier présomptif, qui est décédé avant son père, ayant épousé Frances Savile, une fille de James Savile, 2e comte de Sussex, dont il a deux fils et trois filles :
    - George Brudenell (3e comte de Cardigan), 2e baron Brudenell, (1685-1732), qui succède à son grand-père dans le comté
    - James Brudenell (mort en 1746)
    - Mary Brudenell, qui épouse Richard Molyneux, 5e vicomte Molyneux ;
    - Anne Brudenell, qui épouse Henry Belasyse, 2e baron Belasyse, puis Charles Lennox (1er duc de Richmond)
    - Frances Brudenell, qui épouse Charles Livingston, 2e comte de Newburgh, puis Richard Bellew, 3e baron Bellew[5]

  - Mary Brudenell, qui épouse William Hay (4e comte de Kinnoull)
  - Anna Brudenell, qui épouse Francis Talbot (11e comte de Shrewsbury)
  - Catherine Brudenell, qui épouse Charles Middleton (2e comte de Middleton).

Il meurt en juillet 1703, à l'âge de 96 ans, et son petit-fils George Brudenell (3e comte de Cardigan) lui succède au titre de comte.